# San Leonardo Valcellina
San Leonardo Valcellina (San Lenart in friulano standard, Salinart in friulano occidentale) è una frazione del comune italiano di Montereale Valcellina, nella provincia di Pordenone, in Friuli-Venezia Giulia.

## Storia
Anticamente chiamato San Leonardo di Campagna, la data di fondazione probabilmente risale a prima dell'invasione turca del 1499, in quanto recenti scavi archeologici hanno portato alla luce vestigia di una villa romana tardo-imperiale.

## Monumenti e luoghi d'interesse

### Architetture religiose
- Chiesa di San Leonardo, chiesa parrocchiale della frazione[3], se ne ha notizia sin dal X secolo. L'attuale edificio è stato consacrato nel 1758.[4] La chiesa si presenta in stile neoclassico.
- Oratorio di San Rocco[5][6].
- Oratorio di Santo Spirito[7], situato poco distante dal paese, risale al XVI secolo e conserva al suo interno pregevoli affreschi[8].

### Roggia del Pellegrin
Il paese è conosciuto per un'ardita e originale canalizzazione idraulica che permise l'arrivo dell'acqua corrente a dispetto delle impervie condizioni orografiche che a detta di molti ingegneri del tempo ne rendevano impossibile la fattibilità, dovendo affrontare un percorso di oltre 2 km in salita. L'opera, di lunghezza totale di circa 3 km, che prevedeva la canalizzazione e risalita delle acque del sottostante torrente Cellina, fu realizzata per principale intuizione e iniziativa di Antonio dell'Angelo (1798 - 1861), detto il Pellegrin che eseguì quasi da solo i lavori dal 1835 per la durata di 27 mesi, circondato dal generale scetticismo, ricevendo aiuto solo nelle fasi finali degli scavi, ultimati il 7 ottobre 1837. L'efficienza dell'acquedotto, che sfruttava le differenze di pendenza fra il torrente e il suo conoide, dimostrò il superamento dei problemi tecnici idraulici e divenne modello per la realizzazione di simili impianti nei comuni con analoghe difficoltà idriche, contribuendo in maniera determinante alla soluzione del problema dell'approvvigionamento idrico dei paesi montani, in precedenza afflitti da frequenti epidemie di tifo dovute all'utilizzo di malsane lagune stagnanti in mancanza di acqua corrente. Il Roiello del Pellegrin continuò a essere utilizzato fino ai primi del '900, dismesso dal successivo canale ad uso idroelettrico della Sade. Oggi resta un tratto dello scavo, la lapide commemorativa apposta all'ingresso del Centro sociale, una memoria dell'arch. G.B. Bassi e la nota del parroco nel Libro degli atti di morte in occasione della morte del Pellegrin in data 20 novembre del 1861. In suo onore è titolata la comunità alloggio "Il Pellegrin" di San Leonardo Valcellina.